# Potrero de García
Potrero de García är en ort i Mexiko.   Den ligger i kommunen Tlacolulan och delstaten Veracruz, i den sydöstra delen av landet, 220 km öster om huvudstaden Mexico City. Potrero de García ligger 2 103 meter över havet och antalet invånare är 151.
Terrängen runt Potrero de García är huvudsakligen kuperad, men åt nordväst är den bergig. Runt Potrero de García är det ganska tätbefolkat, med 172 invånare per kvadratkilometer. Närmaste större samhälle är Xalapa, 16,2 km sydost om Potrero de García. Omgivningarna runt Potrero de García är en mosaik av jordbruksmark och naturlig växtlighet.